# Jaime Winstone
Jaime Margaret Winstone (nacida el 6 de mayo de 1985) es una actriz inglesa, conocida por sus papeles en Kidulthood, Dead Set, After Hours y su interpretación de Barbara Windsor en Babs.

## Vida emprana y educación
Winstone nació en Camden, al norte de Londres. Es hija del actor Ray Winstone y su esposa Elaine McCausland. Tiene dos hermanas, Lois (n. 1982), que es cantante y en ocasiones actriz, y Ellie (n. 2001). Jaime creció en Enfield, al norte de Londres, donde ocasionalmente asistió a la escuela del condado de Enfield, una escuela estatal local.
Más tarde, su familia se mudó a Roydon, Essex, donde asistió a la Burnt Mill School en Harlow, Essex antes de estudiar para obtener un Diploma Nacional BTEC en Artes Escénicas en el departamento de artes escénicas de Harlow College, Essex. Estudió brevemente en la escuela de teatro, antes de abandonarla para seguir su carrera como actriz en películas como Anuvahood y Kidulthood.

## Carrera
Los créditos de Winstone incluyen las películas Bullet Boy (2004), Daddy's Girl, Kidulthood (ambas de 2006) y Donkey Punch (2008), la serie de televisión Murder Investigation Team, Vincent (junto a su padre), Totally Frank, Goldfilled y Dead Set y un cortometraje llamado Love Letters. Fue elegida para el piloto de la BBC Phoo Action, pero una serie planificada fue cancelada justo cuando la filmación estaba a punto de comenzar.
Winstone canta coros para la banda de su hermana Lois. Como actriz, ha aparecido en el vídeo musical del sencillo "When You Wasn't Famous" de The Streets, el sencillo "Two Lovers" de The Twang y el sencillo "Blind" de Hercules and Love Affair. En abril de 2009, coprotagonizó con su entonces novio Alfie Allen el vídeo musical del sencillo de Madness "Dust Devil".
Winstone hizo su debut como modelo de pasarela en 2008 para Vivienne Westwood, y en febrero de 2009 apareció en la portada de Arena. Hizo su debut teatral en un revival de The Fastest Clock in the Universe en el Hampstead Theatre, que también se presentó en el teatro Curve de Leicester.
En marzo de 2010, fue anunciada como nueva patrocinadora del Festival de Cine del East End. Winstone protagoniza la película de suspenso Manor Hunt Ball, producida por Stealth Media Group y basada en la novela El juego más peligroso de Richard Connell.
En la primavera de 2010, Winstone también interpretó a Anneli Alderton, una de las cinco mujeres asesinadas en Ipswich en 2006, en el drama de la BBC Five Daughters. Alderton fue la tercera chica desaparecida en diciembre de 2006. En el verano de 2014, filmó el papel principal de Lauren en la comedia dramática de Sky 1 After Hours.
En 2013, Winstone apareció en la serie de la BBC Mad Dogs junto a John Simm, Max Beesley, Philip Glenister y Marc Warren.
En mayo de 2017, Winstone interpretó a Barbara Windsor en la película biográfica de la BBC, Babs. Sobre la preparación para el papel, Winstone dijo a The Independent: "Tan pronto como me senté con Barbara, pude analizarla, ver cómo se movía, e instantáneamente me identifiqué con esta maravillosa mujer. Es tan generosa y fácil de hablar. conocer y conectarme con [...] la presión simplemente se desvaneció cuando hablé con esta increíble mujer. Estos roles no aparecen tan a menudo. Fue un honor".
En enero de 2022, Winstone apareció en la tercera serie de The Masked Singer como "Firework". Fue la sexta en ser desenmascarada.
En septiembre de 2022, Winstone apareció en EastEnders como Peggy Mitchell en un episodio de flashback ambientado en 1979.
En 2023, Winstone apareció en la obra 2:22 A Ghost Story, interpretando el personaje de Jenny.

## Vida personal
Winstone ha estado en una relación con el actor James Suckling desde marzo de 2015. Están comprometidos desde junio de 2022 y se casaron en octubre de 2023. Tienen un hijo juntos, un hijo nacido en febrero de 2016.
Winstone estuvo previamente comprometida con el actor Alfie Allen.

## Filmografía

### Películas
| Año  | Título              | Papel         | Ref.   |
| ---- | ------------------- | ------------- | ------ |
| 2004 | Bullet Boy          | Natalie       |        |
| 2005 | Love Letter         | Tracey        |        |
| 2006 | Kidulthood          | Becky         | [ 22 ] |
| 2006 | Daddy's Girl        | Nina          | [ 22 ] |
| 2008 | Donkey Punch        | Kim           |        |
| 2009 | Boogie Woogie       | Elaine        | [ 22 ] |
| 2009 | Eve                 | Rachel        | [ 22 ] |
| 2010 | Made in Dagenham    | Sandra        |        |
| 2011 | Anuvahood           | Yasmin        | [ 22 ] |
| 2011 | Wild Bill           | Helen         | [ 22 ] |
| 2012 | Elfie Hopkins       | Elfie Hopkins | [ 22 ] |
| 2013 | Uwantme2killhim?    | Rachel        | [ 22 ] |
| 2013 | Powder Room         | Chanel        | [ 22 ] |
| 2014 | Love, Rosie         | Ruby          | [ 22 ] |
| 2017 | The Last Photograph | Madre         |        |
| 2018 | Tomb Raider         | Pamela        | [ 22 ] |
| 2018 | Farming             | Lynn          | [ 22 ] |
| 2019 | Hurt by Paradise    | Janette       | [ 22 ] |
| 2020 | Knuckledust         | Redmond       | [ 22 ] |
| 2021 | A Brixton Tale      | Tilda         | [ 22 ] |
| 2023 | Arthur's Whisky     | Sharon        |        |

### Televisión
| Año  | Título                            | Papel               | Notas                              | Ref.   |
| ---- | --------------------------------- | ------------------- | ---------------------------------- | ------ |
| 2005 | M.I.T.: Murder Investigation Team | Hannah              | Episodio 2.4                       |        |
| 2006 | Totally Frank                     | Lisa                | 2 episodios                        |        |
| 2006 | Vincent                           | Gina                | Episodio 2.1                       |        |
| 2006 | Goldplated                        | Lauren              | 8 episodios                        |        |
| 2008 | Phoo Action                       | Whitey Action       | Director: Euros Lyn                |        |
| 2008 | Dead Set                          | Kelly               | 5 episodios                        | [ 22 ] |
| 2009 | Agatha Christie's Poirot          | Sheila Webb         | Episodio 12.1: "The Clocks"        |        |
| 2010 | Five Daughters                    | Annelli Alderton    | 3 episodios                        |        |
| 2010 | Beast Hunters                     | Pandora             | "Archituthius Slimbus", "Infected" |        |
| 2012 | True Love                         | Stella              | Episodio 1.2: "Paul"               | [ 22 ] |
| 2013 | Run                               | Tara                | Episode: "Kasia"                   |        |
| 2013 | Mad Dogs                          | Mercedes            | 3 episodios                        |        |
| 2015 | Cockroaches                       | Ash                 | 2 episodios                        | [ 22 ] |
| 2015 | Foyle's War                       | Vera Stephens       | Episodio: "High Castle"            |        |
| 2015 | After Hours                       | Lauren              | 6 episodios                        |        |
| 2017 | Babs                              | Barbara Windsor     | Película biográfica                |        |
| 2017 | Joe Orton Laid Bare               | Ensemble Orton Cast | Docudrama de BBC Two               |        |
| 2018 | Torvill & Dean                    | Janet Sawbridge     | Película de televisión             |        |
| 2020 | Squad Goals                       | Narrator            | BBC Three                          |        |
| 2022 | Four Lives                        | Donna Taylor        | Episodios 2 y 3                    |        |
| 2022 | The Masked Singer                 | Firework            | Concursante                        |        |
| 2022 | EastEnders                        | Peggy Mitchell      | Episodio 6550                      |        |
| 2023 | Count Abdulla                     | Kathy               |                                    |        |